# Јевстатије Михајловић
Јевстатије Михајловић - Ета (Велики Бечкерек, 1802 — Будимпешта, 18. октобар 1888) био је српски књижевник, правник, сенатор и судија.
Био је својевремено и „придседатељ” (члан) Торонталске жупаније и судија трговишта Велики Бечкерек. Револуционарне 1848—1849. године изабран је за председника Српског народног великобечкеречког одбора 1848/1849. године.

## Биографија
Рођен је 1802. године у Великом Бечкереку (данас Зрењанину). У младости је извесно време радио као учитељ.  Завршио је филозофију у Петроварадину, а права у Шарошпатаку. Након завршених студија, 1827. вратио се у Велики Бечкерек, где је до 1849. године живео и заузимао важне положаје у градској власти, као и у Торонталској жупанији.
Као образован човек и званичник жупаније и града, много пута пута је регистрован као претплатник, а и сам се бавио књижевним радом. По претплатама и објављеним радовима могуће је пративи и његов напредак у каријери. Већ прву романтичну приповест објавио је 1827. године у Будиму, као "свршени јуриста".
Следеће 1828. године Михајловић је пренумерант једне књиге као „јурат и списатељ” у Бечкереку. Затим креће његова дуга јавна делатност, а он као младић стаје на чело бечкеречке општине. Јавља се између 1829—1839. године као градски биров (кнез), али и „списатељ” (адвокат) вароши Бечкерека.
Претплатник је „Српског летописа” 1833. године, као адвокат бечкеречки. Био је од 1834. године члан будимског „Србског књижевног друштва”, у којем се нашао уз Јосифа Миловука, једног од оснивача Матице српске, али који се из ње повукао. Постављен је за директора Латинско-илирске школе у Великом Бечкереку (1837, 1844), те за варошког капетана (1840-1841). Био је и назорник српских народних школа (1844).
Пред грађански рат 1848. године је био градски сенатор (1842—1848) и члан скупштине Торонталске жупаније, који објављује књигу у Новом Саду.
У јануару 1849. године, српска војска под заповедништвом Стевана Книћанина је заузела Велики Бечкерек, где их је свечано дочекала депутација бечкеречких Срба. Убрзо затим се приступило формирању нових органа власти. Управу над градом преузео великобечкеречки Српски народни одбор, који је углавном био сачињен од дотадашњих српских чланова градског Сената. Одбор је настојао да одржава везу са патријархом Јосифом Рајачићем, привременим управитељем Војводовине Српске, која је проглашена на Мајској скупштини у Сремским Карловцима. Рајачић је 19. јануара 1849. дошао у Велики Бечкерек, одакле је у наредном периоду активно руководио процесом успостављања власти Српског народног покрета на подручју „Торонталске градомеђе”. Био је члан комисије за израду нацрта устава Војводине. У то време је уживао велики углед скупштине и патријарха.
Априла 1849. када су Мађари заузели Велики Бечкерек, са патријрхом и Главним одбором Војводине се повукао у Земун.
Као саветник врховног обласник суда, био је посланик бечкеречки на Благовештенском црквено-народном сабору Срба у Карловцима одржаном 1. априла 1861. године., где је за то време имао смештај у кући Петра Маринковића.
Био је 1862. године пренумерант једне књиге, као ц. и к. саветник обласног врховног суда у Бечкереку. Изабран је половином 1863. године за краљевског комесара Велико-киндског дистрикта са седиштем у Кикинди. Због те функције преселио се у Велику Кикинду.
Као пензионер, наставио је да обавља функцију судског саветника 1872—1882. године боравио је у Великој Кикинди.
Године 1874. се настанио у Пешти. Његова ћерка Ана се удала за барона Адолфа Штаудеха.
Умро је 1888. године у Будимпешти.

## Књижевни рад
Прави је представник српског романтизма и сматра се зачетником великобечкеречке књижевности. Књижевношћу се бавио готово шест деценија. Мада је његов књижевни опус био плодан и разноврстан, остао је заборављен. Од целокупног стваралаштва, данас се помиње једино као огорчени противних Вука Караџића и његове реформе српског језика и правописа. Наиме, испрва је ценио сакупљачки рад Вука Караџића, о чему сведочи скупљањем претплате за једну његову књигу народних умотворина 1836. године. Био је затим противник илирског покрета и Вукове реформе ћирилице. Бранио је славеносербску традицију у правопису. Противио се ијекавском изговору у књижевности, сматрајући да основу књижевног језика чини „подунавски дијалекат”, био је против избацивања „старих” и увођења „нових” речи (као на пример реч двојба уместо сумња, ступањ уместо степен, свећеник уместо свештеник, итд).
У свом делу Обрана єзика србскогЪ одЪ изопачиваня и простаченя нěговогЪ и кирилице одЪ вуковице из 1863. године, указује на последице вукове реформе на нове генерације Срба; "Г. Вук и његови последоватељи нису проникнули, пак јошт ни данас неће да увиде, да радом својим на руку иду онима, који на кирилицу мрзе, и који с пореметењем наше кирилице за себе повољне последице изводе. Они нису измерили, да кад из азбуке наше є, і, я, ю, ъ, ь изоставимо, а ј, љ и њ примимо, да нам унуци и праунуци наши књиге кирилицом било старом или црквеном, било новом или грађанском печатане читати нећеду."
Као књижевник, први пут се огласио у немачком часопису „Ирис”, у коме је 1827. године на немачком језику објављен његов прилог, кратка биографија из два дела о Марку Краљевићу. Већ у том раду наговештава се његова фасцинираност средњовековном српском историјом, која му је остати као надахнуће за будућа остварења. Готово сви његови главни ликови носе стара српска имена. 
Сарађивао је у листу „Напредак” (1869) и „Недељном листу” (1879—1880), већином са расправама о црквеној аутономији.
Превео је на српски језик „Банатски урбар” желећи да га штампа. За њега као књижевника Антоније Арнот у својим новинама примећује (1838): "стил му је леп, језик чист, 'мисли порјадочнеред ествестен'".

## Дела
- „Цветь невиности или Добривой и Александра” (Будим 1827, роман). Роман је посветио великобечкеречком трговцу Павлу Влаховићу, писан је као поука младима, а прати доживаљаје Добривоја Миланића, сина српског војводе Миливоја, који након бројних перипетија и авантура бива сједињен са вољеном девојком Александром.[22]
- „Освета и судбина или Драгомиръ жупанъ требиньскiй” (Будим 1833, роман). И у овом роману, аутор је дао морално-дидактичку поуку. Радања се дешава у средњовековној Србији и Херцеговини. Главни јунак Драгомир Сретић спроводи завет крвне освете и успут упознаје девојку Милицу. Њихова љубав пролази кроз бројна искушења, пре него што тријунфује.[23]
- Михајловић, Јевстатије (1843). Іллѵри и Србльи или Прегледъ народности старосѣдіоца Іллѵрика и имена, писмена и начина писаня данашньи Србаля. Нови Сад. Историјско-лингвистичка студија је написана у време забране Илирског покрета, у којој је дао своје виђење покрета и по прови пут изнео своје схватање српског језика и књижевности. Био је присталица језичког јединства Срба и Хрвата, а не на начин који је заговарао Вук Караџић, чију је реформу језика и правописа критиковао у последњем поглављу.[20] Циљ овог његовог дела, како је констатовао касније у „Одбрани српског језика” је била борба за српско име, против покушаја да се оно преиначи у име илирско, показајући како Илир није име никаквог народа, већ се оно односи на одређени предео у коме живе, као што се користе и називи Црногорац, Херцеговац, Далматинац, Славонац, Сремац и друга, а да је свима онима који говоре српски и који живе од Јадрана до Тимока народно име Србин, без обзира на предео у коме живе и на веру којој се исповедају.[24]
- „Здравый разумъ или Разсужденiя о бытiю Божiємъ, станю човĕческомъ, души и нĕномъ безсмертiю” (Нови Сад 1848, есеји). Филозофско-религијски есеј у коме је представио супортстављене ставове о постојању Бога, стању човекове душе, животу после смрти и сродних тема, кроз двојицу главних ликова и пријатеља, Обрада, скептика и Богостоја одушевљеног верника, који покушава да свог саговорника „изведе на прави пут”, док шетају поред реке Бегеј.[25]
- „Обрана єзика србскогъ одъ изопачиваня и простаченя нĕговогъ и кирилице одъ вуковице” (Велики Бечкерек 1863). Не сумњајући у добре и племените намере, одлично формулише, темељно и постуно образлаже својстав о погрешном путу којим су кренули реформатори српског језика. Сматрао је да су језик преиначили до те мере да је постао неразумљив. Међутим, по писму који је користио, види се да је и сам аутор делимично прихватио она начела које је критиковао, штампајући своје дело прелазним обликом ћирилице. Прелазак на вуковицу посебно је изражен у његовим последњим радовима.[26]
- „Сујевĕрије и невĕрије са претресом и оповржењем материјализма и атеизма или Безбожија” (Нови Сад 1871).
- „Глас вапијућег здравог разума против атеизма или безбожства са доказима да има бога, има душе, и има будућности човечије после овоземног живота” (Велика Кикинда 1882).
- „Судбе народа србског: с наводом непостојаности стања како појединих људи, тако и појединих народа на овом свету, именито народа србског” (Велика Кикинда 1883).